# Прасат Муанг Там

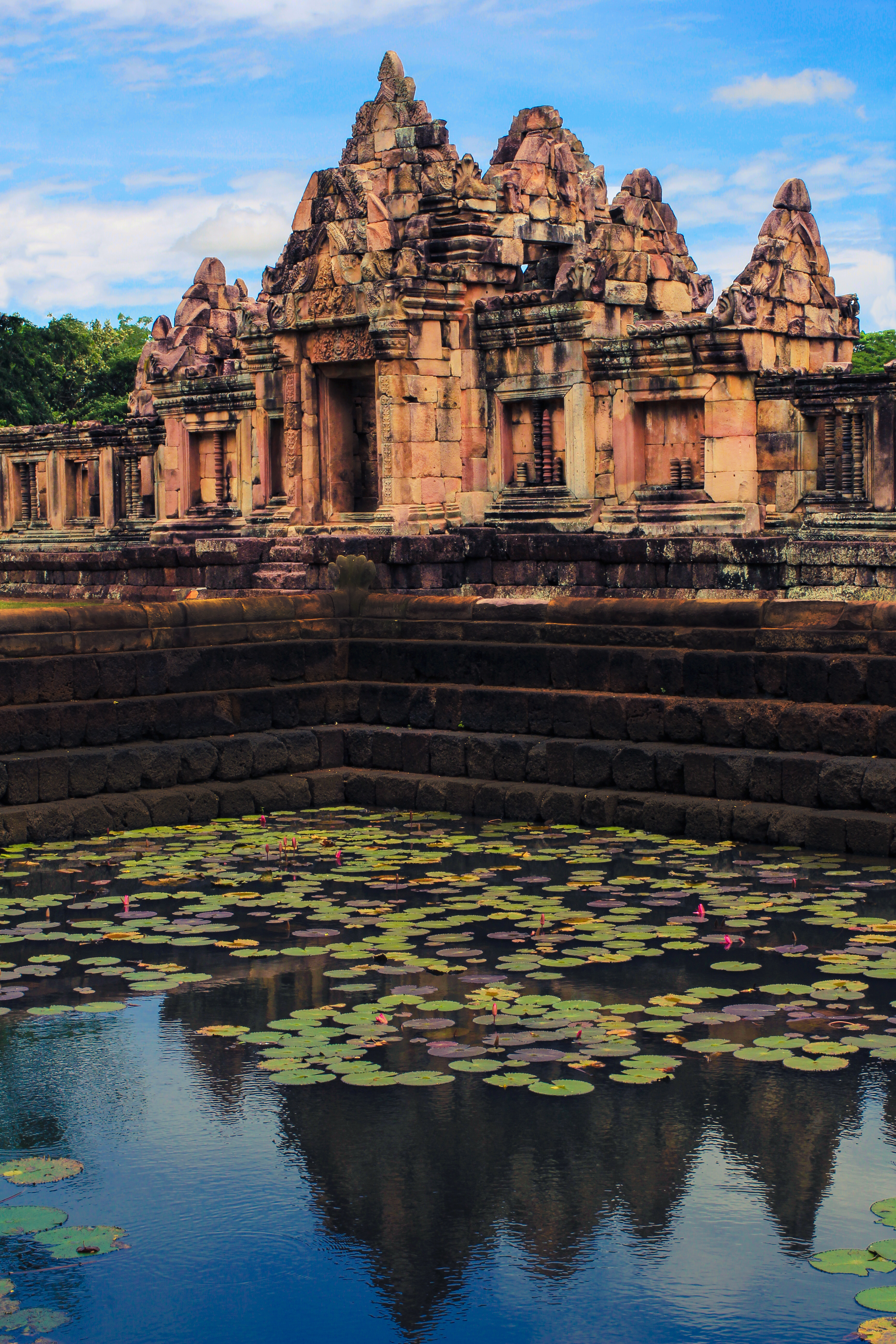
Вид на гопурам та ставок храму

Прасат Муанг Там (тай. ปราสาทเมืองต่ำ — фортеця в низовині) — комплекс кхмерських храмів у провінції Бурірам, історичного краю Ісаан в Таїланді.

## Історія
Муанг Там збудований між X та XI ст. у стилі Анкгор Вату під час розміщениймерськоїії, кіший Таїланд був у її складі. Його розміщення завдячує шляху з Анкгор Тхому (теперішній Сіем Ріп в Камбооджі) до Пхімаю (у провінції Накхон Ратчасіма, Таїланд).
Храм присвячувався індуїстському божеству Шиві і функціонував три століття, після чого занепадає.

## Архітектура
На півночі від Муанг Таму знаходиться озеро Барай 1000 м довжиною та 500 шириною. Воно символізує океан, що оточує гору Меру — центр всесвіту за індуїстською космологією.
Комплекс Муанг Там має квадратну форму, подібну до янтри та мандали. Порівняно з іншими кхмерськими храмовими комплексами — він доволі малий. Стіни складені з каменю латерит. По центру кожного боку облаштовані ворота, серед яких східні слугують центральним входом. В межах комплексу розташовано чотири Г-подібні ставки зі сходами, що ведуть прямо до води. На кутках водойм встановлені п'ятиголові наги. Ставки символізують океан навколо гори Меру.
Широка вулиця веде до внутрішнього святилища, в якому відбувалися індуїстські церемонії. Воно обгороджене квадратною галереєю з трьома проходами (гопурами). Галерея символізує границі Джамбвудвіпи — континент, на якому згідно індуїстської космології живуть люди. Перемички над проходами до святилища зберегли у гарному стані різьбленні барельєфи X ст., що зображають Шиву, Уму та інших персонажів індуїстської міфології.
У святилищі розміщені п'ять башт-пранг (чотири малих і одна центральна велика) з пісковика на низькій платформі. Центральний пранг, що символізує гору Меру, не зберігся. Також тут була бібліотека, де зберігалися індуїстські святі писання.

## Туризм
Від Муанг Таму до найближчого сучасного міста Бурірам 50 кілометрів. Доїхати громадським транспортом до храму складно, тому відвідати його можна лише в складі туристичних груп, або на власному автомобілі. В Бурірамі купити тур у Муанг Там можна в будь-якому готелі. Храмовий комплекс відкритий з 6 ранку до 6 вечора, вартість квитка — 100 бат.

## Галерея

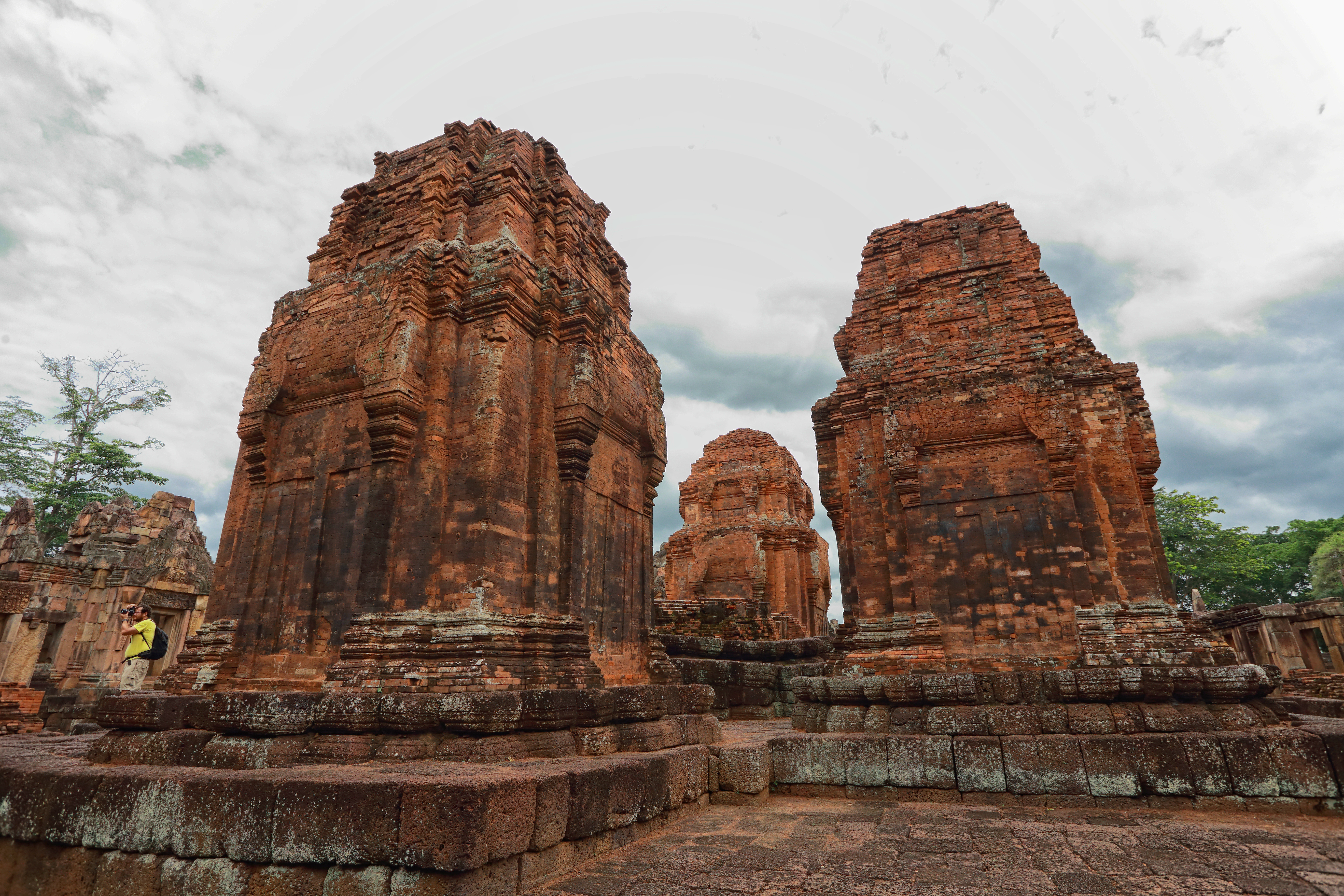
Пранги
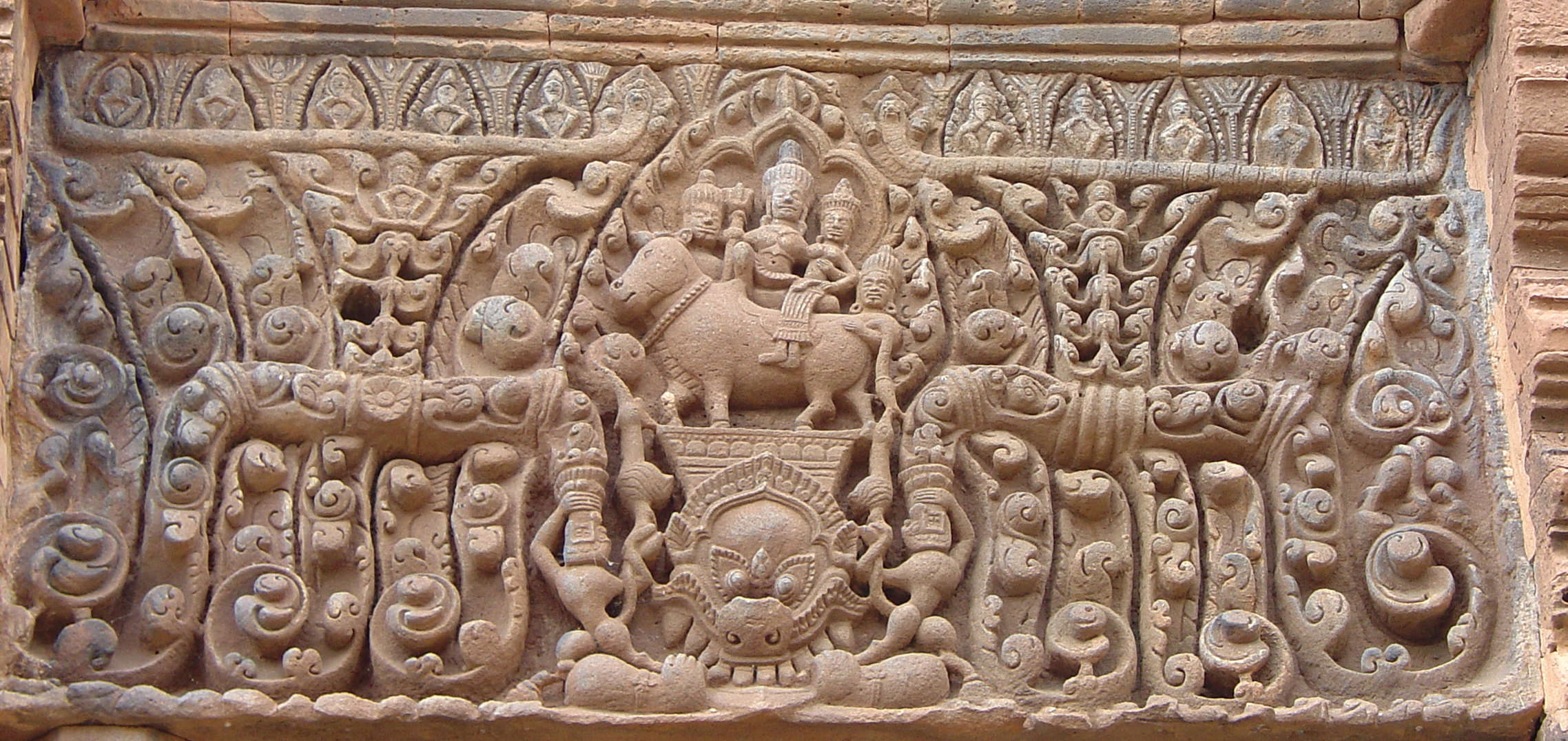
Перемичка з різьбою
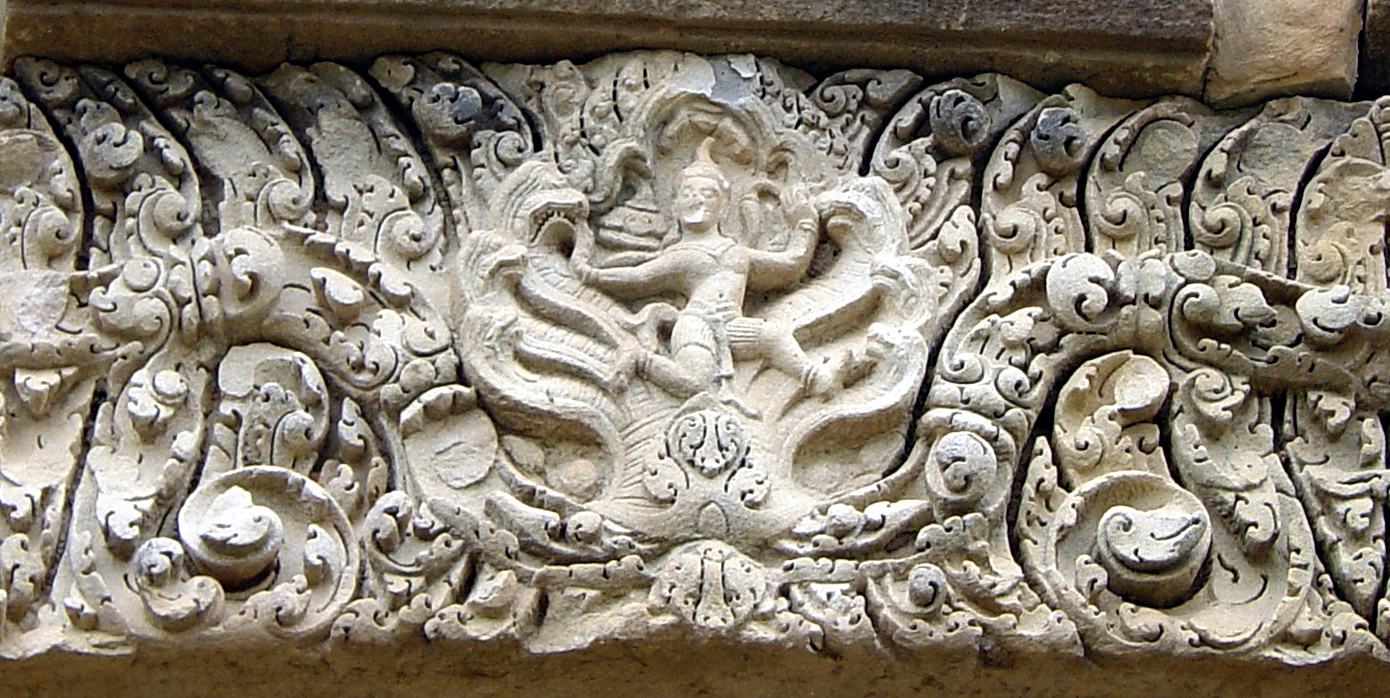
Перемичка з різьбою
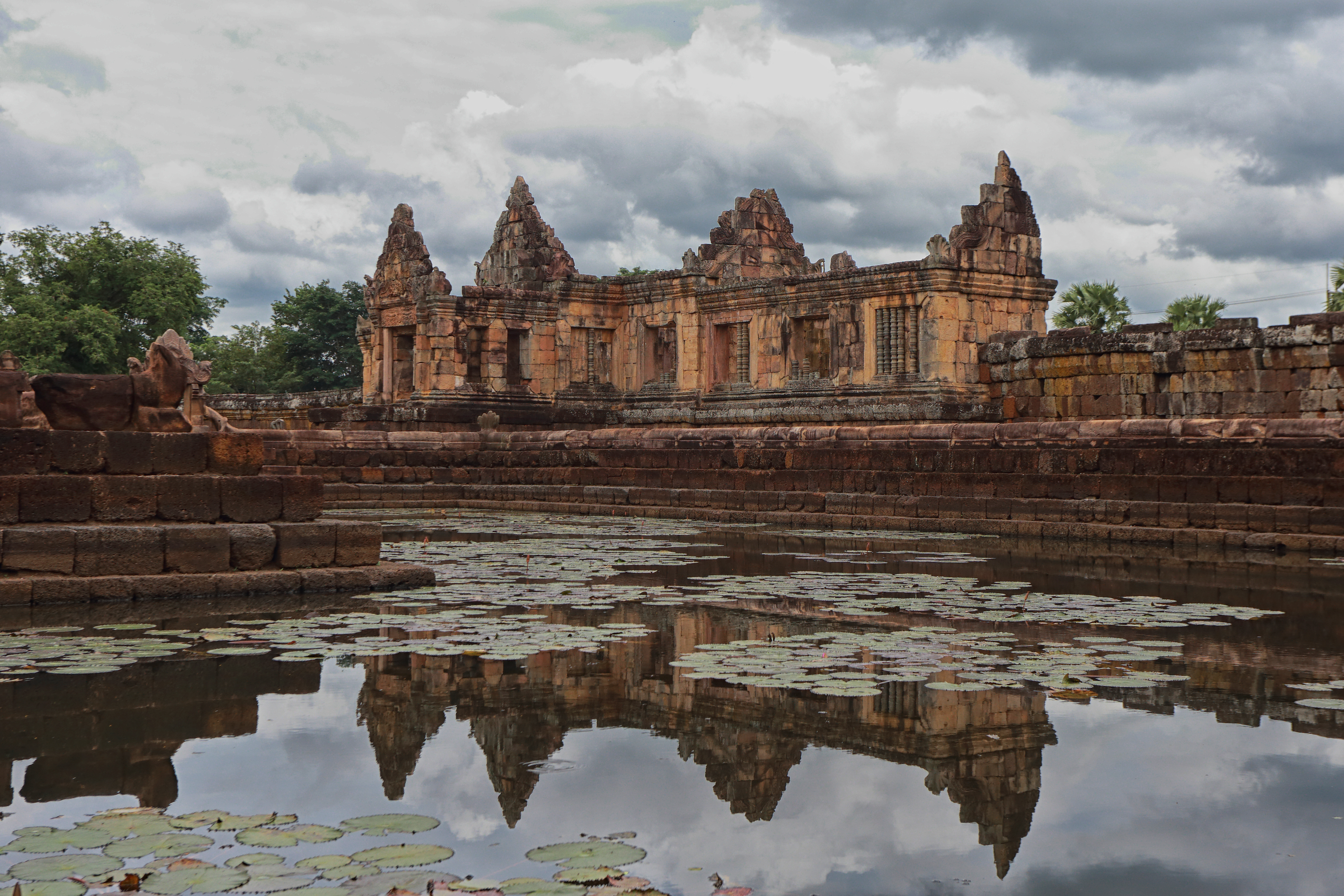
Ставок
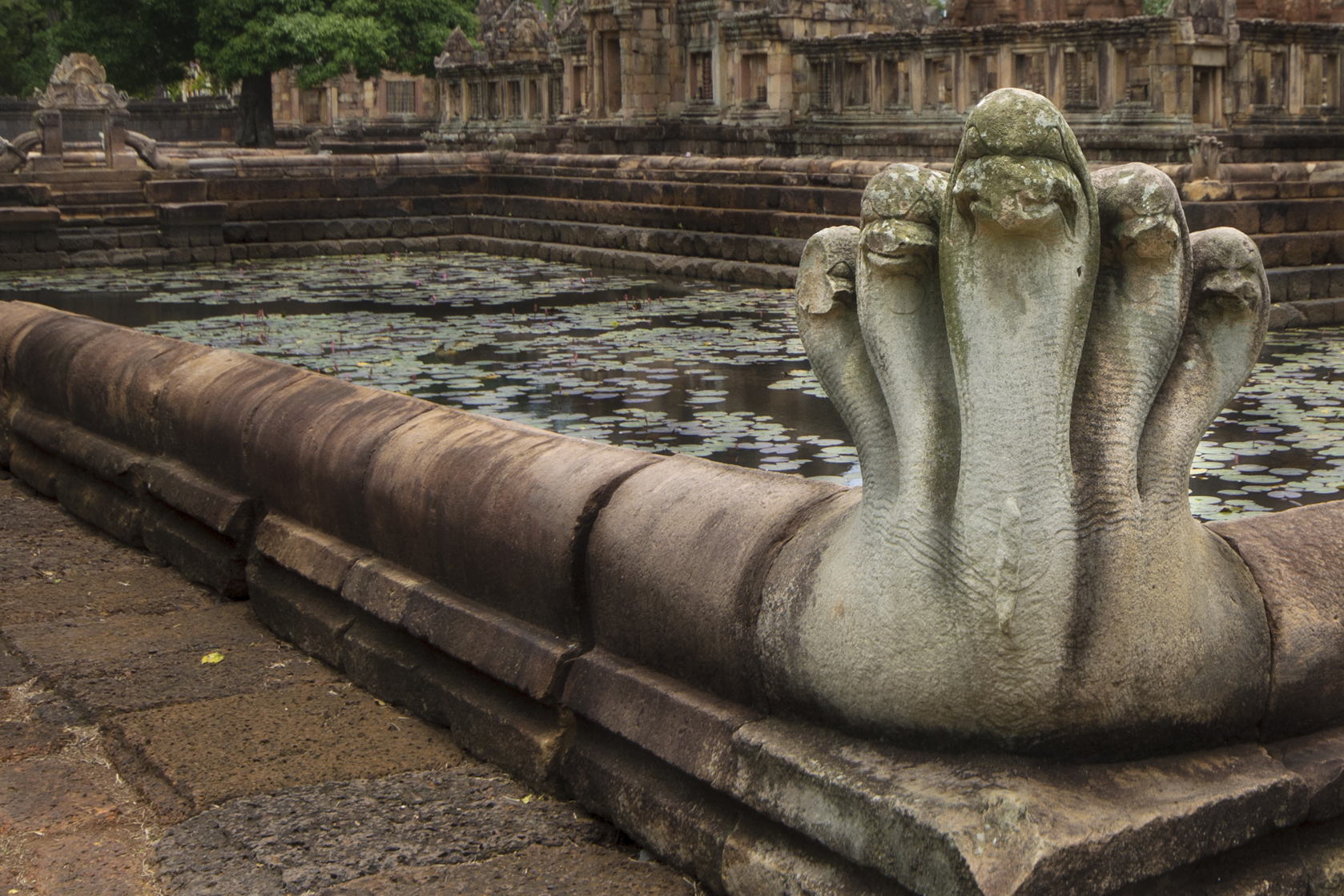
П'ятиголова нага
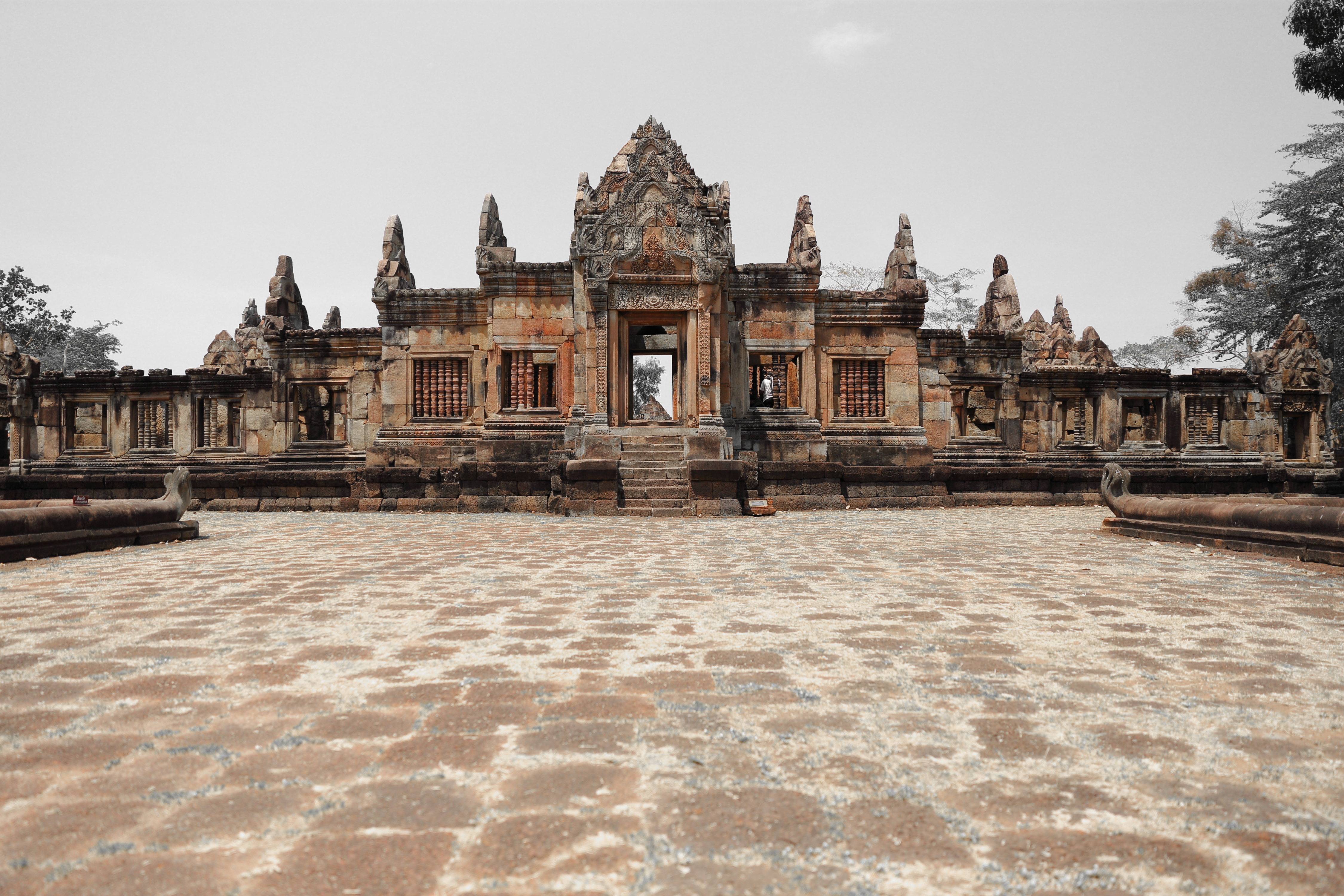
Гопурам